# Aristip
Aristip din Cirene (cca. 435-350 î.d.Hr.) a fost unul din fondatorii școlii filozofice cirenaice. Diogenes Laertios lasă un portret al lui Aristip, înfățișându-l ca un hedonist bogat, extravagant și discriminator.
"Aristip, care spune despre el că este un străin oriunde s-ar duce, afirma că nu dorea "nici să conducă, nici să fie condus" (sursa: Xenofon, Memorabilia 2.1.12), ceea ce părea să fie prea mult pentru gustul lui Socrate. Deviza sa era echo all' ouk echomai ("posed, dar nu sunt posedat") (sursa: Diogenes, Laertios 2.75): mă bucur de plăceri si le caut, dar ele nu mă pot face scalvul lor; mă pot detașa de ele când doresc". (Isaiah Berlin, Cinci eseuri despre libertate, Editura Humanitas, 2010, pag 422)
1. ↑  EB-11 / Aristippus[*] Verificați valoarea |titlelink= (ajutor)
2. ↑  Q28110006[*] Verificați valoarea |titlelink= (ajutor)
3. ↑  IeSBE / Aristipp[*] Verificați valoarea |titlelink= (ajutor)